# 가쓰카레

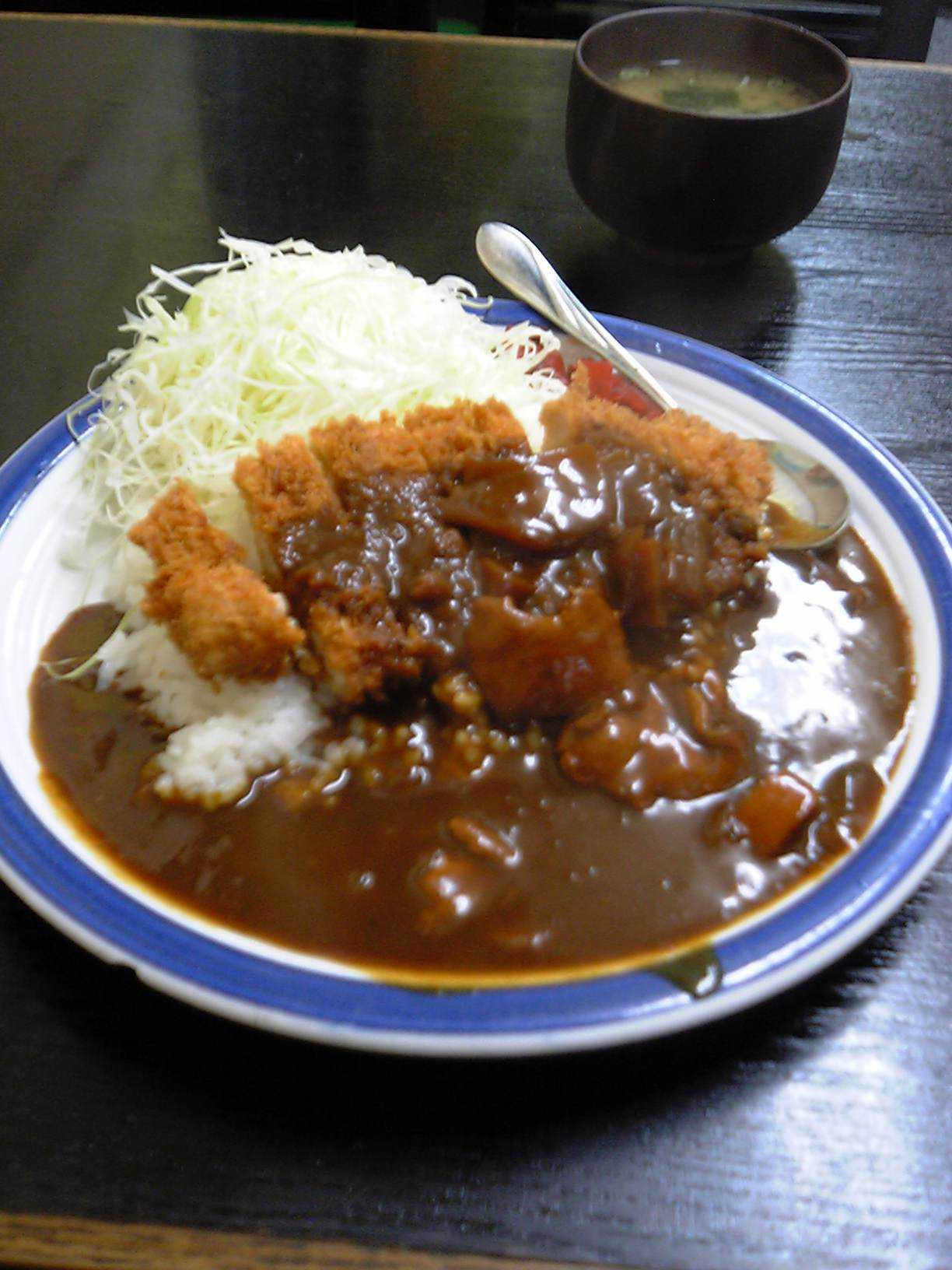
카레돈카쓰

가쓰카레는 카레와 돈카쓰를 결합한 일본 요리의 하나이다. 1918년 도쿄시 아사쿠사구(현재의 다이토구) 아사쿠사에 있는 야타이 '강금'(河金)에서 돼지고기 커틀릿에 카레 소스를 이용해 만든 요리를 "河金丼"이라고 판매한 것이 시초라고 알려져 있다. 현재와 같은 스타일은 1948년 도쿄도 주오구 긴자의 음식점 그릴 스위스에서 처음 만들어졌다고 알려져 있다.